# Parotomys littledalei
Parotomys littledalei és una espècie de mamífer rosegador de la família dels múrids. Viu a altituds d'entre 0 i 1.500 msnm a Namíbia i Sud-àfrica. Es tracta d'un animal diürn. El seu hàbitat natural són els matollars. És una espècie en risc mínim, és a dir, no sembla que hi hagi cap amenaça significativa per a la seva supervivència.
L'espècie fou anomenada en honor del col·leccionista britànic Harold A. P. Littledale.